# Laurentiuskerk (Bergambacht)
De Laurentiuskerk of Grote Kerk in de plaats Bergambacht, in de Nederlandse provincie Zuid-Holland, is een eenbeukige zaalkerk met transeptachtige zijkapellen. In hoofdzaak dateert de kerk uit de 17e tot de 19e eeuw, maar de historie van het gebouw gaat verder terug.

## Geschiedenis
De eerste kerk in Bergambacht werd aan het einde van de 13e eeuw of in het begin van de 14e eeuw gebouwd. Deze kerk werd in de 15e eeuw vergroot, maar werd in 1512 door de Gelderse troepen verwoest. Daarna werd er een nieuwe kerk met toren gebouwd. Ook deze kerk kreeg het in de loop der tijd zwaar te verduren. In 1576 werd de kerk tijdens de beeldenstorm geplunderd en deels verwoest. In 1674 werd de kerk ernstig beschadigd door een orkaan waarbij het koor verloren ging. De kerk werd aan de oostzijde afgesloten. Meer dan honderd jaar later werden de restanten van het koor opgeruimd. In 1891 werden kerk en toren door een brand gedeeltelijk verwoest. Kerk en toren werden daarna herbouwd. In de kerk zijn elementen uit vroegere bouwperioden terug te vinden. In de jaren zestig van de 20e eeuw kreeg de toren zijn huidige piramidevormige bekroning. In de jaren zeventig van de 20e eeuw werd de kerk ingrijpend in een gotische stijl gerestaureerd. Het orgel is in het begin van de 20e eeuw gemaakt door de firma Gabry uit Gouda. Het torenuurwerk is van de torenuurwerk van de firma Eijsbouts.
Op 20 februari 1967 worden zowel de kerk als de toren erkend als rijksmonument, vanwege de betekenis ervan voor de architectuurhistorie.

## Kroniek
| Kroniek van de Laurentiuskerk te Bergambacht | Kroniek van de Laurentiuskerk te Bergambacht                |
| -------------------------------------------- | ----------------------------------------------------------- |
| eind 13e eeuw, begin 14e eeuw                | Bouw van de eerste kerk                                     |
| 1512                                         | Verwoesting door de Gelderse troepen                        |
| na 1512                                      | Bouw van de toren                                           |
| 1576                                         | Plundering door de geuzen                                   |
| 1616                                         | Aanbouw van noorderkapel                                    |
| na 1616                                      | Aanbouw van zuiderkapel                                     |
| 1674                                         | Ernstige beschadiging door orkaan                           |
| 1891                                         | Gedeeltelijke verwoesting door brand                        |
| 1892-1892                                    | Herbouw van de kerk met gebruikmaking van het oude muurwerk |
| 1963                                         | Restauratie van de toren                                    |
| 1967                                         | Kerk en toren krijgen status rijksmonument                  |
| 1972 tot 1975                                | Restauratie van de kerk                                     |

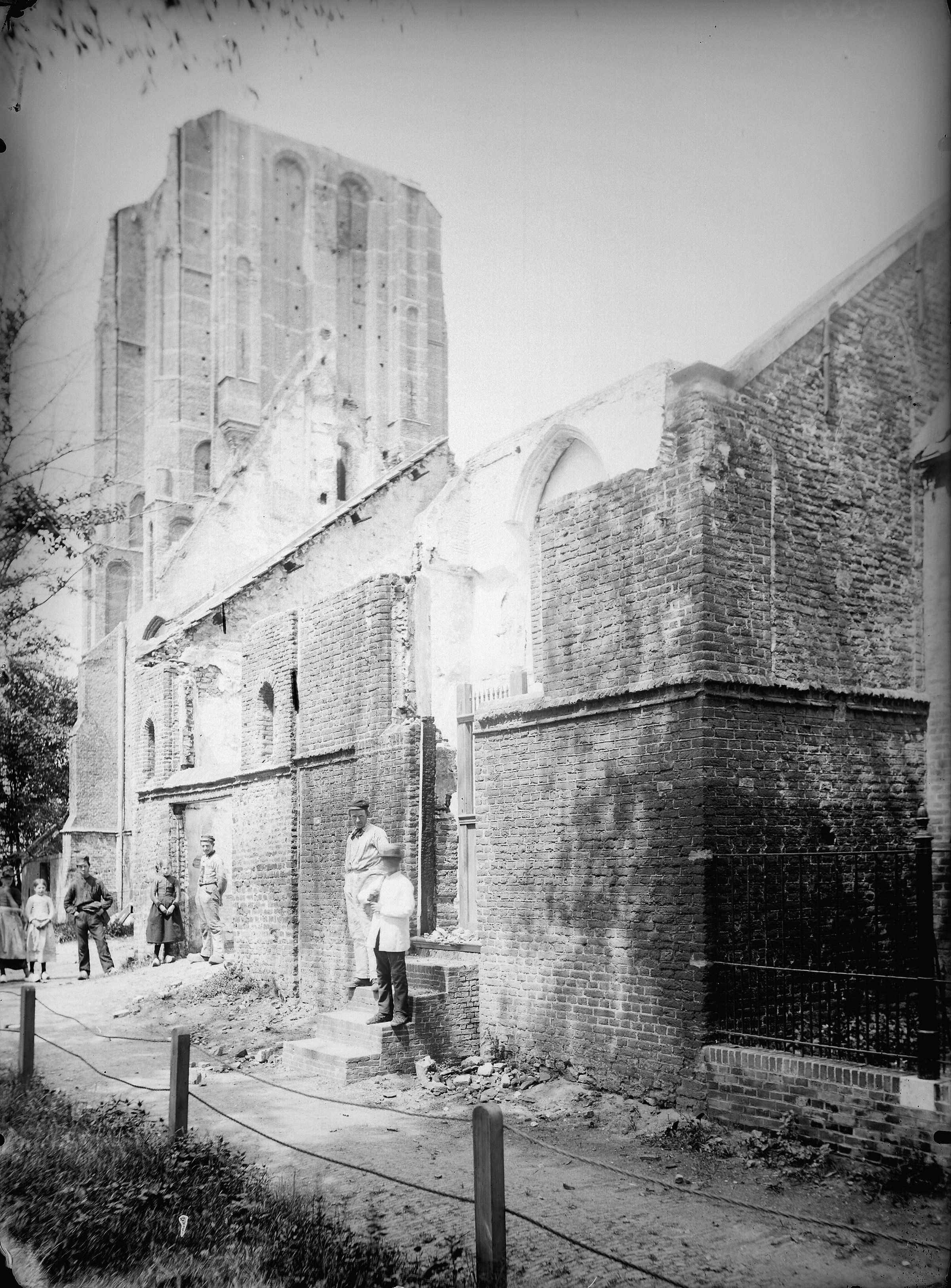
Na de brand (1891)
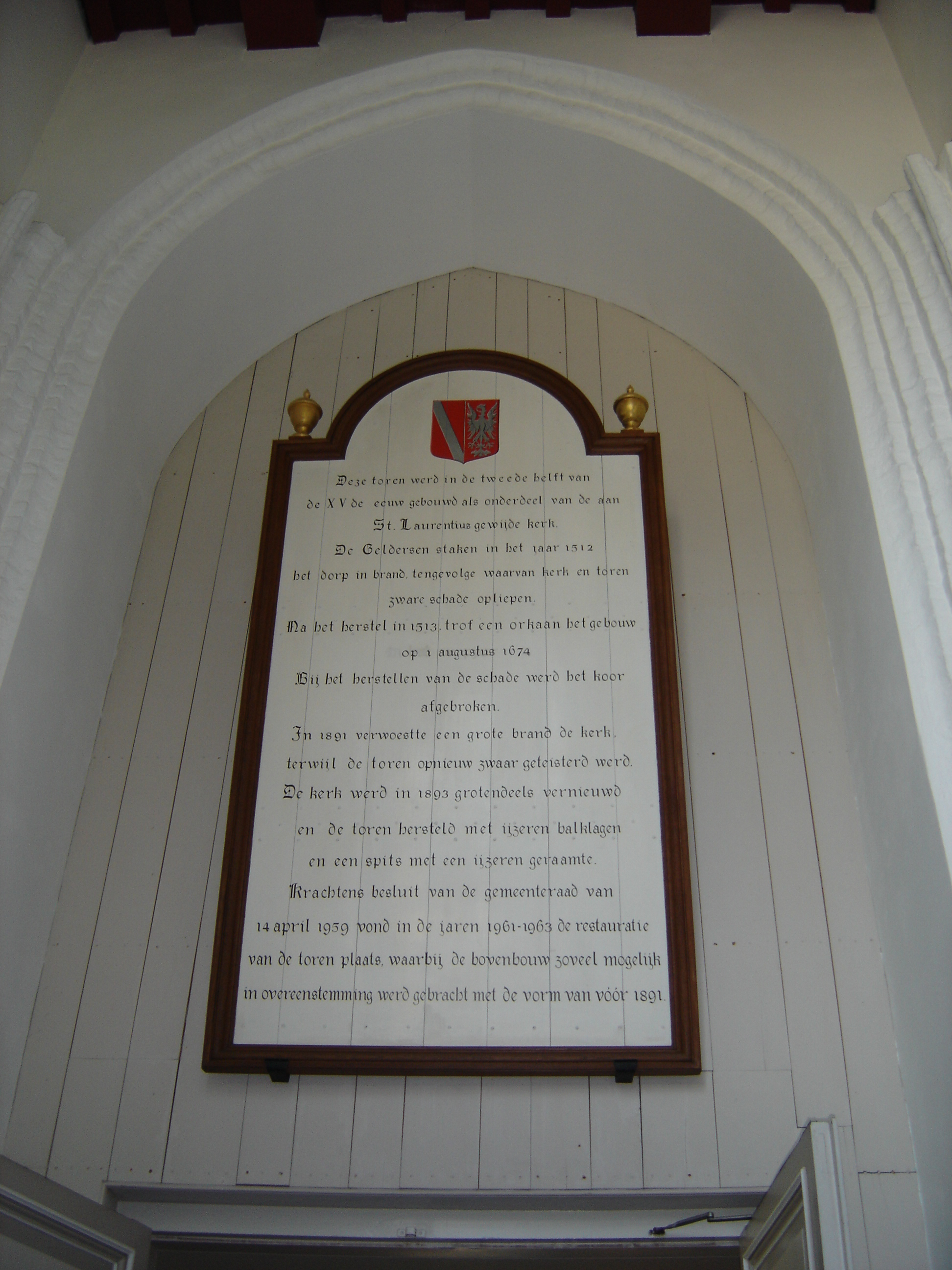
Gedenkplaat
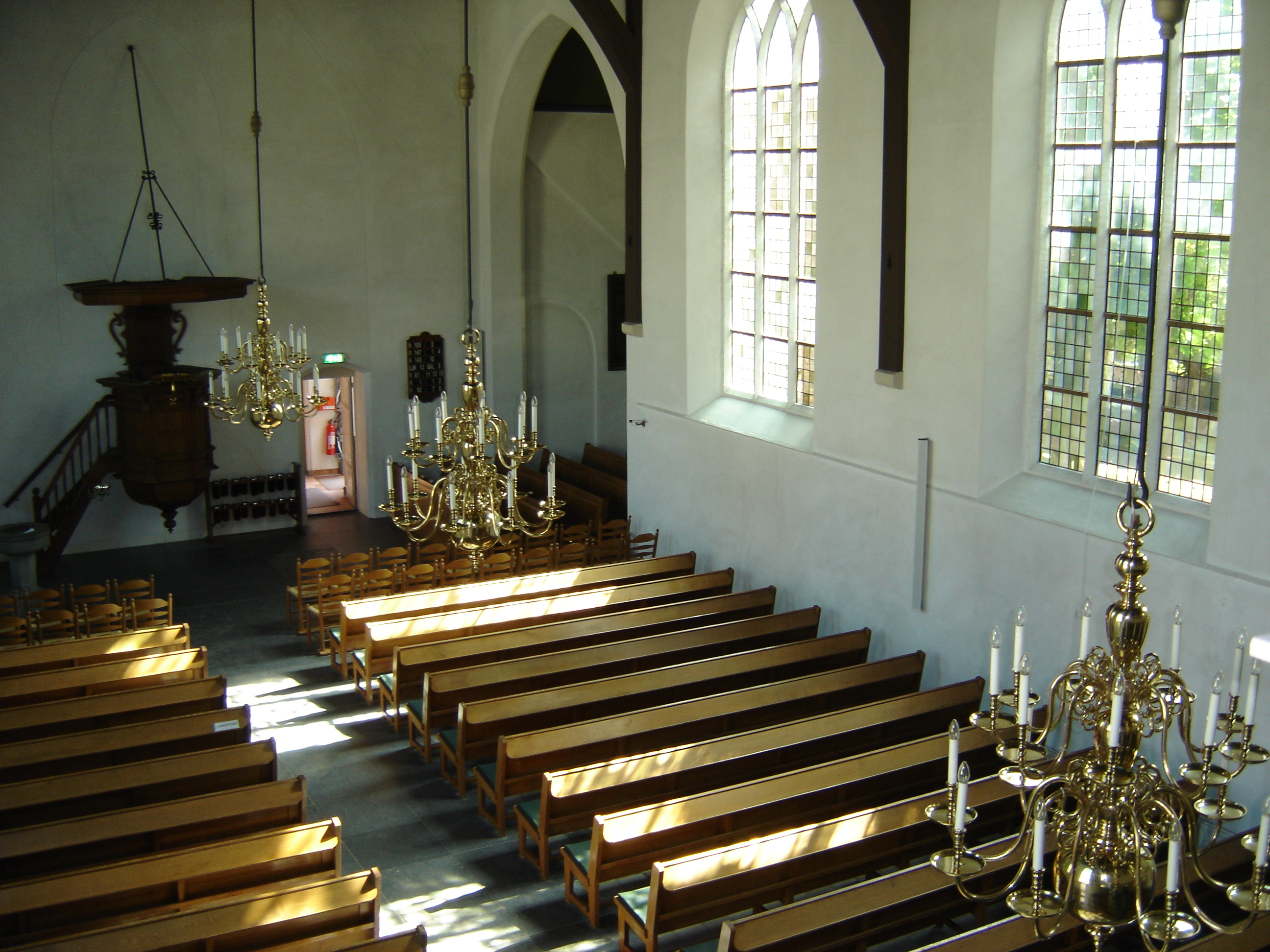
Interieur
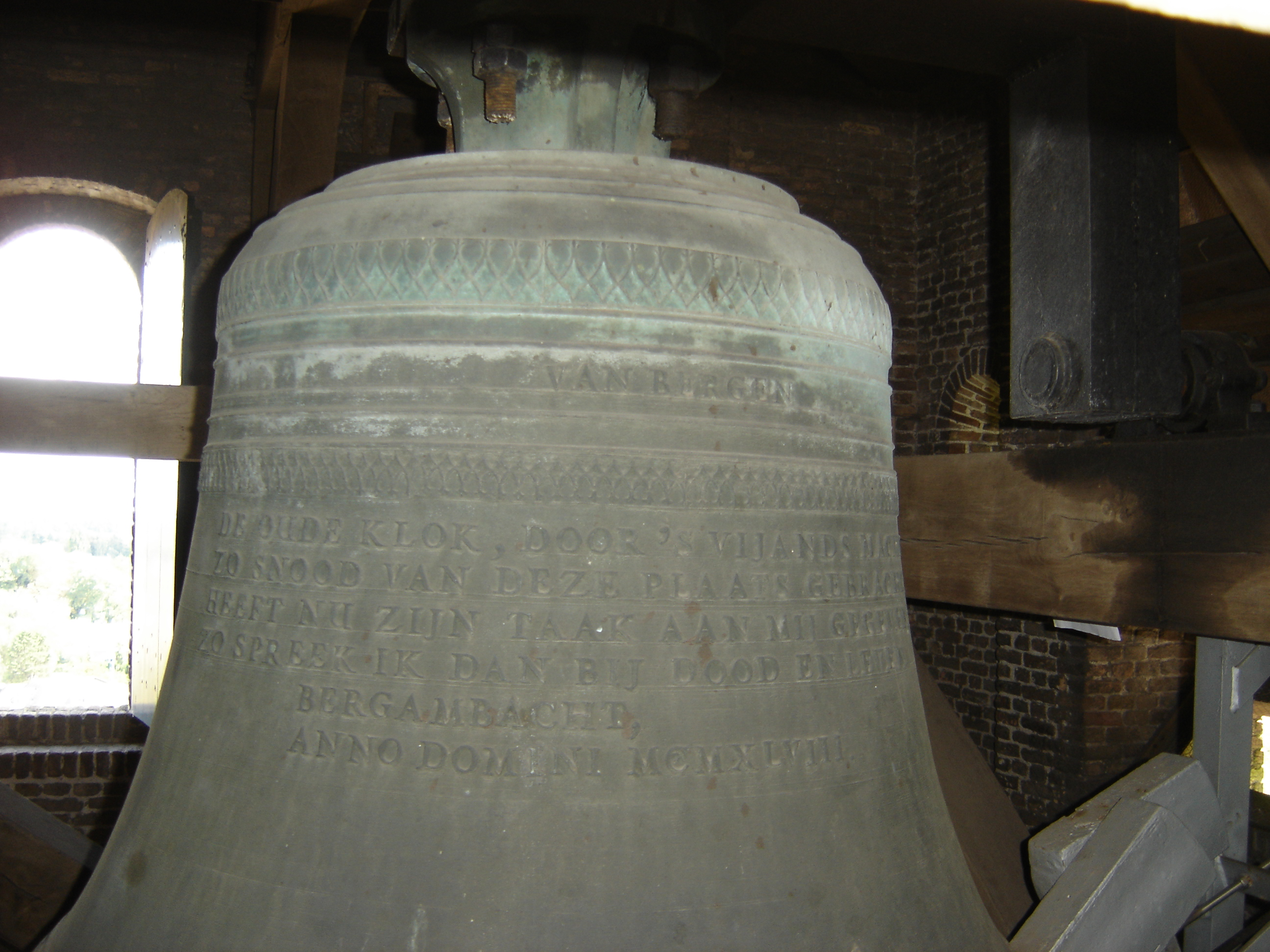
Luidklok in de toren